# Elisabeth Erm
Pour les articles homonymes, voir Erm.
Elisabeth Erm est un mannequin estonien né le 1er février 1993 à Tartu.

## Biographie
Elisabeth Erm est découverte par un agent à l'âge de dix-sept ans dans un centre commercial.
En 2013, elle débute sur les podiums lors de la Fashion Week de New York en ouvrant le défilé de Lacoste et en défilant pour six autres marques, ce qui pousse son agence à l'envoyer aux autres semaines des défilés en Europe. Là-bas, elle défile pour diverses marques incluant Balenciaga, Balmain, Giorgio Armani, Miu Miu, Chanel, et Dior.
En 2014, elle pose pour les marques Gucci,, Vera Wang et Chloé. Pour la saison printemps 2014, elle est le quatrième meilleur mannequin, ayant ouvert quatre défilés.
En 2015, elle fait la publicité de Filippa K (sv), et Carolina Herrera, et défile pour Emanuel Ungaro. Elle fait aussi la couverture du Harper's Bazaar brésilien.